# Případy mimořádné Marty
Případy mimořádné Marty jsou šestnáctidílný komediální seriál TV Nova z roku 2022 režisérů Marka Najbrta a Tomáše Pavlíčka. Scénář napsali Zdeněk Jecelín, Václav Hašek a Josef Kokta.
V hlavních rolích seriálu se objeví Tatiana Dyková, Roman Zach, 
Jiří Svoboda, Anita Krausová, Jana Plodková, Táňa Malíková, Jan Novotný, Matěj Hádek, Hana Seidlová, Petr Polák, Andrej Polák a další.
Seriál měl být původně na TV Nova uveden v premiéře 30. října 2022. Dne 7. října 2022 však byl oznámen odklad televizní premiéry na první polovinu roku 2023. Dne 31. března 2023 došlo k upřesnění termínu premiéry na 30. dubna 2023.
Od 23. října 2022 je seriál dostupný pouze předplatitelům služby Voyo, kde byla publikována jedna epizoda týdně.
Dne 15. listopadu 2023 TV Nova oznámila, že seriál bude mít pokračování.

## Děj seriálu
Děj seriálu, vycházejícího z francouzsko-belgické předlohy, má jako hlavní hrdinku mimořádnou Martu Adamcovou (Tatiana Dyková). Neskutečně inteligentní a velmi osobitou ženu. I přesto, že Marta nechce mít s policií nic společného přijímá nabídku od policejní náčelnice, aby se přidala k jejímu týmu na oddělení vražd jako konzultantka. Je přidělena k odtažitému a pořádku milovnému Adamovi Kreinerovi (Roman Zach) a spolu s ním začíná s osobitostí sobě vlastní rozplétat případy komplikovaných vražd. Výměnou za svou pomoc žádá o to, aby jí policie pomohla s vyšetřením starého případu zmizení jejího přítele Romana (Jakub Gottwald). Otec její dcery se totiž ztratil neznámo kam, a to už před dlouhými patnácti lety. Martino propojení s policejním oddílem ovšem nebude jednoduché, málokdo ji totiž snese.

## Obsazení

### Hlavní a vedlejší role
| Tatiana Dyková  | Marta Adamcová                                        |
| Roman Zach      | kpt. Mgr. Adam Kreiner, vyšetřovatel                  |
| Jiří Svoboda    | kpt. Mgr. Filip Vlasák, operativec                    |
| Anita Krausová  | mjr. Mgr. Klára Hořavová, šéfová kriminálky           |
| Jana Plodková   | mjr. Mgr. Eva Fišerová, příslušnice GIBS (od 2. řady) |
| Táňa Malíková   | Dana Štovíčková, operativec                           |
| Jan Novotný     | Hynek Svoboda, soused                                 |
| Matyáš Pekárek  | Eliáš Adamec, syn Marty                               |
| Barbora Marková | Kristýna Adamcová, dcera Marty                        |
| Matěj Hádek     | Libor Adamec, bývalý manžel Marty                     |
| Jakub Gottwald  | Roman Dlouhý, bývalý partner Marty                    |
| Hana Seidlová   | Helena Jeřábková, matka Marty                         |
| Petr Polák      | Štěpán Kreiner, bratr Adama                           |
| Andrej Polák    | MUDr. Jan Berger, soudní lékař                        |

### Epizodní role

#### První řada
| Petra Špindlerová        | Jana Linhartová (1. díl)         |
| Monika Zoubková          | Anna Tomešová (1. díl)           |
| Petr Batěk               | Pavel Lacina (1. díl)            |
| Lubor Šplíchal           | Ondřej Jelínek (1. díl)          |
| Markéta Burešová         | Sofie Březinová (1. díl)         |
| Helena Korejtková        | MUDr. Sára Ježková (2. díl)      |
| Matěj Nechvátal          | Jindřich Bohdanovský (2. díl)    |
| Dana Černá               | Eva Rybová (2. díl)              |
| Filip František Červenka | Lukáš Ryba (2. díl)              |
| Kamila Valůšková         | Klára Přibylová (3. díl)         |
| Tomáš Pavelka            | Jiří Veleba (3. díl)             |
| Kristýna Badinková       | Pavla Strnadová (3. díl)         |
| Václav Vydra             | Eduard Grygar (3. díl)           |
| Jaromíra Mílová          | Jana Grygarová (3. díl)          |
| Jan Lepšík               | Ivan Brož (3. díl)               |
| Tereza Vilišová          | Kamila Důlová (4. díl)           |
| Roman Blumaier           | Pavel Důla (4. díl)              |
| Theo Schaefer            | Michal Důla (4. díl)             |
| Rostislav Novák st.      | Antonín Martinec (4. díl)        |
| Naďa Kovářová            | Milena Martincová (4. díl)       |
| Jiří Rendl               | Ludvík Bažant (4. díl)           |
| Goran Maiello            | Radim Štěpánek (4. díl)          |
| Adam Ernest              | Dark Lord (4. díl)               |
| Anna Schmidtmajerová     | Pavlína Záveská (4. díl)         |
| Diana Dulínková          | Anna Kováčová (5. díl)           |
| Daniel Tůma              | Karel Suhrada (5. díl)           |
| Martina Jindrová         | Monika Gabrielová (5. díl)       |
| Marta Vítů               | Eva Máchová (5. díl)             |
| Viktor Zavadil           | Radek Mysliveček (5. díl)        |
| Jana Holcová             | MUDr. Karolína Majerová (5. díl) |
| Vladimír Škultéty        | Václav Buchta (6. díl)           |
| Marek Pospíchal          | Cyril Vinař (6. díl)             |
| Tomáš Krutina            | Hugo Vinař (6. díl)              |
| Tereza Švejdová          | Miriam Vejvodová (6. díl)        |
| Marek Svoboda            | František Hrouda (6. díl)        |
| Jan Nedbal               | Daniel Hájek (7. díl)            |
| Jana Stryková            | Helena Dobnerová (7. díl)        |
| Roman Štabrňák           | Milan Dobner (7. díl)            |
| Patrik Možíš             | Roman Kucharčík (7. díl)         |
| Marie Poulová            | Lucie Weberová (7. díl)          |
| Barbara Lukešová         | PhDr. Sabina Müllerová (7. díl)  |
| Sára Rychlíková          | Pavlína Gregorová (8. díl)       |
| Daniel Svoboda           | Prokop Beran (8. díl)            |
| Miloslav Mejzlík         | Petr Gregor (8. díl)             |
| Adéla Komrzý             | Karla Bendová (8. díl)           |
| Eva Kratochvílová        | Rebeka Krátká (8. díl)           |
| Marcela Holubcová        | Irena Veselá (8. díl)            |
| Petr Franěk              | Karel Veselý (8. díl)            |
| Kamil Švejda             | Jaroslav Suchý (8. díl)          |
| Petr Vršek               | Martin Růžička (8. díl)          |

## Seznam dílů

### První řada (2022)
| Č. v seriálu | Č. v řadě | Název                | Režie                        | Scénář                                    | Datum premiéry na Voyo | Datum premiéry na TV Nova | Sledovanost v milionech v TV |
| --- | --------- | -------------------- | ---------------------------- | ----------------------------------------- | ---------------------- | ------------------------- | ---------------------------- |
| 1 | 1         | Východní vítr        | Marek Najbrt, Tomáš Pavlíček | Zdeněk Jecelín, Václav Hašek, Josef Kokta | 23. října 2022         | 30. dubna 2023            | 0,889                        |
| Marta je pronikavě inteligentní uklízečka, která přes svůj disrespekt k uniformám se stane součástí vyšetřovacího týmu jako konzultantka. |           |                      |                              |                                           |                        |                           |                              |
| 2 | 2         | Křížový steh         | Marek Najbrt, Tomáš Pavlíček | Zdeněk Jecelín, Václav Hašek, Josef Kokta | 30. října 2022         | 7. května 2023            | 0,977                        |
| Mrtvý muž ve vaně a po vrahovi ani stopy...                                                                                               |           |                      |                              |                                           |                        |                           |                              |
| 3 | 3         | Tajuplný ostrov      | Marek Najbrt, Tomáš Pavlíček | Zdeněk Jecelín, Václav Hašek, Josef Kokta | 6. listopadu 2022      | 14. května 2023           | 0,930                        |
| Kdo unesl malé holčičky, vnučky vlivného podnikatele?                                                                                     |           |                      |                              |                                           |                        |                           |                              |
| 4 | 4         | Pralesnička strašná  | Marek Najbrt, Tomáš Pavlíček | Zdeněk Jecelín, Václav Hašek, Josef Kokta | 13. listopadu 2022     | 21. května 2023           | 0,848                        |
| Bezvládné tělo veterinářky na zemi a za ním tiskárna chrlící nápisy VRAŽDA.                                                               |           |                      |                              |                                           |                        |                           |                              |
| 5 | 5         | Jaký pán, takový pes | Marek Najbrt, Tomáš Pavlíček | Zdeněk Jecelín, Václav Hašek, Josef Kokta | 20. listopadu 2022     | 28. května 2023           | 0,990                        |
| Oběť ještě dýchá, ale už nepromluví. |           |                      |                              |                                           |                        |                           |                              |
| 6 | 6         | Třetí poločas        | Marek Najbrt, Tomáš Pavlíček | Zdeněk Jecelín, Václav Hašek, Josef Kokta | 27. listopadu 2022     | 4. června 2023            | 0,915                        |
| Vášeň k fotbalu stála realitního makléře život.                                                                                           |           |                      |                              |                                           |                        |                           |                              |
| 7 | 7         | Teplá cola           | Marek Najbrt, Tomáš Pavlíček | Zdeněk Jecelín, Václav Hašek, Josef Kokta | 4. prosince 2022       | 11. června 2023           | 1,022                        |
| Instruktor windsurfingu uškrcený vlastním drakem.                                                                                         |           |                      |                              |                                           |                        |                           |                              |
| 8 | 8         | Trochu víc víry      | Marek Najbrt, Tomáš Pavlíček | Zdeněk Jecelín, Václav Hašek, Josef Kokta | 11. prosince 2022      | 18. června 2023           | 1,041                        |
| Talentovaná krasobruslařka skončila pod koly vlastního vozu.                                                                              |           |                      |                              |                                           |                        |                           |                              |

### Druhá řada (2025)
| Č. v seriálu | Č. v řadě | Název            | Režie                        | Scénář                                    | Datum premiéry na Voyo | Datum premiéry na TV Nova | Sledovanost v milionech v TV |
| ------------ | --------- | ---------------- | ---------------------------- | ----------------------------------------- | ---------------------- | ------------------------- | ---------------------------- |
| 9            | 1         | 2300 kilokalorií | Marek Najbrt, Tomáš Pavlíček | Zdeněk Jecelín, Václav Hašek, Josef Kokta | 16. února 2025         | 23. února 2025            | 0,897                        |